# الديوان الوطني للتطهير (تونس)
الديوان الوطني للتطهير (بالفرنسية: Office national de l'assainissement أو اختصارا ONAS) هي مؤسسة عمومية تونسية غير إدارية وذات صبغة صناعية وتجارية ويتمتع بالشخصية المدنية والاستقلال المالي. يخضع الديوان لإشراف كتابة الدولة للتنمية المستديمة التابعة لوزارة التجهيز، وسابقا كانت تخضع مباشرة لوزارة البيئة. 

يعمل الديوان أساسا في مجال تطهير المياه.

## المهام
من مهام الديوان الوطني للتطهير الرئيسية مقاومة كل أشكال التلوث المائي وأيضا التصرف واستغلال وصيانة وتجديد وإقامة كل المنشآت المعدة لتطهير المدن التي يقع تبنيها بمقتضى أمر، وكذلك النهوض بقطاع بيع وتوزيع منتجات محطات التطهير من مياه معالجة وحماية، ثم التخطيط وإنجاز المشاريع المتعلقة بالصرف الصحي، وأخيرا إعداد وتنفيذ مشاريع مندمجة تتعلق بمعالجة المياه المستعملة وتصريف مياه الأمطار.

## معطيات مالية
في الجدول أسفله يوجد حجم الاستثمارات بالدينار التونسي بين السنوات 1997 و2012:
| السنوات              | 1997     | 1998     | 1999     | 2000     | 2001     | 2002      | 2003      | 2004      | 2005      | 2006       | 2007       | 2008       | 2009      | 2010      | 2011      | 2012       |
| -------------------- | -------- | -------- | -------- | -------- | -------- | --------- | --------- | --------- | --------- | ---------- | ---------- | ---------- | --------- | --------- | --------- | ---------- |
| القيمة (دينار تونسي) | 54 مليون | 68 مليون | 84 مليون | 90 مليون | 96 مليون | 103 مليون | 105 مليون | 120 مليون | 113 مليون | 91.4 مليون | 86.2 مليون | 91.4 مليون | 108 مليون | 147 مليون | 107 مليون | 88.7 مليون |

في 2012، 40% من حجم الاستثمارات مولت من قبل الدولة و60% من قبل القروض والهبات الخارجية.

في الجدول أسفله يوجد حجم نفقات الاستغلال بالدينار التونسي بين السنوات 1997 و2012:
| السنوات              | 1997       | 1998     | 1999     | 2000      | 2001      | 2002      | 2003      | 2004      | 2005         | 2006         | 2007        | 2008        | 2009        | 2010        | 2011          | 2012          |
| -------------------- | ---------- | -------- | -------- | --------- | --------- | --------- | --------- | --------- | ------------ | ------------ | ----------- | ----------- | ----------- | ----------- | ------------- | ------------- |
| القيمة (دينار تونسي) | 70.9 مليون | 78 مليون | 88 مليون | 101 مليون | 111 مليون | 126 مليون | 138 مليون | 143 مليون | 141.65 مليون | 156.48 مليون | 171.4 مليون | 187.9 مليون | 197.3 مليون | 206.7 مليون | 224.559 مليون | 237.112 مليون |

في 2012، 38% من نفقات الاستغلال مولت من قبل الدولة و56% من قبل معاليم التطهير و8% مداخيل أخرى.

## مقالات ذات صلة
- تطهير المياه.
- معالجة الصرف الصحي.

## روابط خارجية
- الموقع الرسمي للديوان.